# SLC25A2
SLC25A2 (англ. Solute carrier family 25 member 2) – білок, який кодується однойменним геном, розташованим у людей на 5-й хромосомі. Довжина поліпептидного ланцюга білка становить 301 амінокислот, а молекулярна маса — 32 580.
| 10         |  | 20         |  | 30         |  | 40         |  | 50         |
| ---------- |  | ---------- |  | ---------- |  | ---------- |  | ---------- |
| MKSGPGIQAA |  | IDLTAGAAGG |  | TACVLTGQPF |  | DTIKVKMQTF |  | PDLYKGLTDC |
| FLKTYAQVGL |  | RGFYKGTGPA |  | LMAYVAENSV |  | LFMCYGFCQQ |  | FVRKVAGMDK |
| QAKLSDLQTA |  | AAGSFASAFA |  | ALALCPTELV |  | KCRLQTMYEM |  | EMSGKIAKSH |
| NTIWSVVKGI |  | LKKDGPLGFY |  | HGLSSTLLQE |  | VPGYFFFFGG |  | YELSRSFFAS |
| GRSKDELGPV |  | HLMLSGGVAG |  | ICLWLVVFPV |  | DCIKSRIQVL |  | SMYGKQAGFI |
| GTLLSVVRNE |  | GIVALYSGLK |  | ATMIRAIPAN |  | GALFVAYEYS |  | RKMMMKQLEA |
| Y          |  |            |  |            |  |            |  |            |

A: Аланін

C: Цистеїн

D: Аспарагінова кислота

E: Глутамінова кислота

F: Фенілаланін

G: Гліцин

H: Гістидин

I: Ізолейцин

K: Лізин

L: Лейцин

M: Метіонін

N: Аспарагін

P: Пролін

Q: Глутамін

R: Аргінін

S: Серин

T: Треонін

V: Валін

W: Триптофан

Задіяний у такому біологічному процесі, як транспорт. 
Локалізований у мембрані, мітохондрії, внутрішній мембрані мітохондрії.